# Bob a 2016. évi téli ifjúsági olimpiai játékokon
A 2016. évi téli ifjúsági olimpiai játékokon a bob versenyszámait február 20-án rendezik Lillehammerben.

## Naptár
| Dátum             | Kezdés | Versenyszám           |
| ----------------- | ------ | --------------------- |
| 2016. február 20. | 10.00  | Lány monobob 1. futam |
| 2016. február 20. | 11.45  | Lány monobob 2. futam |
| 2016. február 20. | 14.00  | Fiú monobob 1. futam  |
| 2016. február 20. | 15.45  | Fiú monobob 2. futam  |

## Részt vevő nemzetek
A versenyeken 16 nemzet 30 sportolója vett részt.
| Nemzetek               | Férfi indulók | Női indulók | Összesen |
| ---------------------- | ------------- | ----------- | -------- |
| Ausztria (AUT)         | 1             | 1           | 2        |
| Brazília (BRA)         | 1             | 1           | 2        |
| Dél-Korea (KOR)        | 1             |             | 1        |
| Egyesült Államok (USA) | 1             | 1           | 2        |
| Horvátország (CRO)     |               | 1           | 1        |
| Jamaica (JAM)          | 1             |             | 1        |
| Kanada (CAN)           | 1             | 2           | 3        |
| Liechtenstein (LIE)    | 1             |             | 1        |
| Nagy-Britannia (GBR)   | 1             | 2           | 3        |
| Németország (GER)      | 1             | 2           | 3        |
| Norvégia (NOR)         | 1             | 1           | 2        |
| Oroszország (RUS)      | 1             | 2           | 3        |
| Románia (ROU)          | 1             | 1           | 2        |
| Spanyolország (ESP)    | 1             |             | 1        |
| Svájc (SUI)            | 1             | 1           | 2        |
| Szlovákia (SVK)        | 1             |             | 1        |
| Összes sportoló        | 15            | 15          | 30       |

## Éremtáblázat
(A táblázatokban az egyes számoszlopok legmagasabb értéke, vagy értékei vastagítással kiemelve.)
| A 2016. évi téli ifjúsági olimpiai játékok éremtáblázata bobban | A 2016. évi téli ifjúsági olimpiai játékok éremtáblázata bobban | A 2016. évi téli ifjúsági olimpiai játékok éremtáblázata bobban | A 2016. évi téli ifjúsági olimpiai játékok éremtáblázata bobban | A 2016. évi téli ifjúsági olimpiai játékok éremtáblázata bobban | Olimpia  |
| --------------------------------------------------------------- | --------------------------------------------------------------- | --------------------------------------------------------------- | --------------------------------------------------------------- | --------------------------------------------------------------- | -------- |
|                                                                 | Ország                                                          | Arany                                                           | Ezüst                                                           | Bronz                                                           | Összesen |
| 1.                                                              | Németország (GER)                                               | 2                                                               | 0                                                               | 0                                                               | 2        |
|                                                                 |                                                                 |                                                                 |                                                                 |                                                                 |          |
| 2.                                                              | Ausztria (AUT)                                                  | 0                                                               | 1                                                               | 0                                                               | 1        |
| 2.                                                              | Oroszország (RUS)                                               | 0                                                               | 1                                                               | 0                                                               | 1        |
|                                                                 |                                                                 |                                                                 |                                                                 |                                                                 |          |
| 4.                                                              | Nagy-Britannia (GBR)                                            | 0                                                               | 0                                                               | 1                                                               | 1        |
| 4.                                                              | Norvégia (NOR)                                                  | 0                                                               | 0                                                               | 1                                                               | 1        |
|                                                                 |                                                                 |                                                                 |                                                                 |                                                                 |          |
| Összesen                                                        | Összesen                                                        | 2                                                               | 2                                                               | 2                                                               | 6        |

## Érmesek
| A 2016. évi téli ifjúsági olimpiai játékok érmesei bobban |                                    |         |                                   |         |                                        |         |
| Versenyszám                                               | Arany                              | Arany   | Ezüst                             | Ezüst   | Bronz                                  | Bronz   |
| Fiú                                                       | Jonas Jannusch · Németország (GER) | 1:54.29 | Maksim Ivanov · Oroszország (RUS) | 1:54.44 | Kristian Olsen · Norvégia (NOR)        | 1:54.53 |
| Lány                                                      | Laura Nolte · Németország (GER)    | 1:57.41 | Mercedes Schulte · Ausztria (AUT) | 1:57.65 | Kelsea Purchall · Nagy-Britannia (GBR) | 1:57.67 |